# Paratrotonotus medjensis
Paratrotonotus medjensis är en fjärilsart som beskrevs av Holland 1920. Paratrotonotus medjensis ingår i släktet Paratrotonotus och familjen tandspinnare. Inga underarter finns listade i Catalogue of Life.